# Cantus Cölln
Cantus Cölln (рус. Ка́нтус Кёльн) — немецкий вокальный ансамбль, специализирующийся на музыке эпохи Возрождения и барокко.

## Краткая характеристика
Ансамбль основан в 1987 в Кёльне лютнистом Конрадом Юнгхенелем, который возглавляет коллектив и поныне. Официальная штаб-квартира находится в Кёльне. Ядро ансамбля образует вокальный квартет (два мужских и два женских голоса). В зависимости от репертуара ансамбль дополняется вокалистами, хором, инструментальным составом (Musica Fiata, Concerto Palatino, произвольными музыкантами без обозначения бренда). Лютневую партию континуо исполняет, как правило, сам Юнгхенель.
Cantus Cölln специализируется на немецкой и итальянской музыке эпохи Ренессанса и эпохи барокко. Наряду с общеизвестным репертуаром («Вечерня» К. Монтеверди, «Псалмы Давидовы» Г. Шютца, кантаты и мессы И.С. Баха и т.п.) в концерты и аудиозаписи ансамбля включаются редко исполняемые старинные произведения, например, сборник духовной музыки  (целиком) К. Монтеверди «Selva morale e spirituale», духовная музыка Иоганна Розенмюллера, Николауса Брунса, Джованни Роветты, Вирджилио Мадзокки, Марко Мараццоли, Иоганна Каспара Керля, Леонарда Лехнера и др.
Cantus Cölln гастролировал по всему миру (в России — в 2014 году), принимал участие в известных музыкальных фестивалях в Утрехте, Инсбруке (1999), Зальцбурге (2005), Шветцингене (2016) и т. д. Международное признание коллективу снискали высокая исполнительская (в том числе, ритмическая) дисциплина и точность вокального интонирования. Выбор репертуара зачастую был ориентирован на голос и техническое мастерство Иоганны Козловски, которая входила в постоянный состав ансамбля от его основания до 2008 (?) года. В некоторых записях ансамбля также принимала участие Мария Кристина Кир. С 2013 года место первой солистки занимает Магдалена Харер.
Альбомы Cantus Cölln (всего более 35 CD) удостоены многих наград индустрии грамзаписи и критики профильных журналов.

## Избранная дискография
Примечание. Дата без скобок — год записи, дата в скобках — год первого коммерческого релиза.
- 1989 И.Г. Шейн. Diletti pastorali (подборка из разных сборников мадригалов Шейна)
- 1989 Г. Шютц. Мотеты, духовные концерты (с участием Musica Fiata)
- 1990 Л. Лехнер. Sprüche von Leben und Tod (Немецкие изречения о жизни и смерти). Neue teutsche Lieder
- (1990) Г. Альберт. Песни о любви и смерти
- 1991 Розенмюллер. Sacri concerti (мотеты, магнификат, Gloria)
- (1995) Монтеверди. Вечерня Девы Марии
- (1996) Розенмюллер. Вечерня Девы Марии (с участием Concerto Palatino)
- (1996) И.Г. Шейн. Израильский источник (Israels Brünnlein)
- 1997 Д. Букстехуде. Духовные кантаты
- 1998 Шютц. Итальянские мадригалы
- 1998 Шютц. Псалмы Давидовы (+ Concerto Palatino)
- 1999 Б. Марчелло. Estro Poetico-Armonico (кантаты, выборка)
- 2000 Монтеверди. Selva morale e spirituale (целиком)
- 2000 Роветта. Vespro solenne (подборка духовной и церковной вокальной музыки)
- 2001 Телеман. Траурные кантаты
- 2002 Брунс. Духовные кантаты
- 2002 Altbachisches Archiv (сочинения семьи Бахов, 2 CD) (+ Concerto Palatino)
- (2003) Бах. Месса h-moll
- 2004 Шютц. Symphoniae sacrae III (+ Concerto Palatino)
- (2006) Букстехуде. Membra Jesu nostri
- 2008 Вирджилио Мадзокки. Вечерня (+ Concerto Palatino)
- 2008 М. Векман. Духовные кантаты и концерты (+ Concerto Palatino)
- (2011) Бах. Страсти по Иоанну (редакция 1749)
- (2013) Г.И.Ф. Бибер. Вечерня; И.К. Керль. Missa in fletu